# Montpellier Roller Hockey Club
 (mai 2020).
Le Montpellier Roller Hockey Club  dit Les Mantas de Montpellier est un club de roller in line hockey français, basé à Montpellier et évoluant en Nationale 2 (3e niveau national) fondé en 1994.

## Présentation
Le Montpellier Roller Hockey Club est une association montpellierraine de roller in line hockey, cousin du hockey sur glace, qui a près de 350 licenciés. Elle dispose d'une salle spécifique à Montpellier, le Complexe Sportif Albert Batteux.
En 2012, le club est entré au Montpellier Université Club et a récupéré la section Roller de celle-ci.
Le club comprend neuf équipes : 
- Senior Nationale 2 (+18 ans, compétition)
- Senior Nationale 3 (+18 ans, compétition)
- Senior Nationale 4 (+18 ans, compétition)
- Senior Régionale & Loisirs (+18 ans)
- Minime (U17, compétition)
- Benjamin (U15, compétition)
- Poussin (U13, compétition)

Le MRHC propose également des créneaux d'initiation et d'entraînement au roller :
- École de patinage
- Patinage adulte

## Palmarès[3]
- 2 titres de Champion de France sénior 2005 et 2008
- 2 saisons en Championnat de France Elite 2009 et 2010
- 3e du Championnat de France sénior N1 2013
- 1/8 de finale de la Coupe de France 2011
- 1/4 de finale du Championnat de France cadet 2008, 2010, 2011 et 2012
- 1/2 de finale du Championnat de France junior 2011
- 1/2 de finale du Championnat de France minime 2012 et 2013
- 2 titres de Champion de la Coupe de la Ligue minime 2012 et 2013

## Effectif de l'équipe Nationale 2 - 2017-2018[4]
L'équipe N2 des Montpellier Mantas est entraînée par Alban Darfeuille. Clément Lopez aka le SIG Monster, s'est vite imposé comme la pierre angulaire de cette équipe. Équipe qu'il porte encore sur ses épaules malgré une période compliquée d'un point de vue résultat. Mais une rencontre décisive avec son nouveau mentor TL annonce des jours fastueux pour le capitaine des Mantas sur les saisons à venir. Le talent de Clément Lopez atteint son paroxysme lors de la légendaire victoire des Mantas chez les voisins nîmois. Après avoir subi une humiliation à domicile, les hommes de Clément Lopez vont arracher une victoire historique dans la salle nîmoise contre une adversité faisant recourt à la violence comme unique et dernière arme de défense face à une domination incontestable des Mantas menés par le légendaire Clément Lopez.
| No | Nom       | Prénom    | Poste              |
| -- | --------- | --------- | ------------------ |
|    |           |           |                    |
| 90 | Lachartre | Arnaud    | Gardien            |
| 7  | Cordier   | Antoîne   | Joueur / Assistant |
| 13 | Favier    | Mickaël   | Joueur             |
| 14 | Morice    | Anthony   | Joueur             |
| 15 | Galibert  | Yannick   | Joueur             |
| 19 | Lamesta   | Raphaël   | joueur             |
| 22 | Bourlet   | Guillaume | Joueur             |
| 27 | Simon     | Yannick   | Joueur             |
| 34 | Martin    | Kevin     | Joueur             |
| 43 | Picon     | Rudy      | joueur             |
| 73 | Vidal     | Clément   | Joueur             |
| 87 | Demars    | Paul      | Joueur             |
| 88 | Cerneau   | Romain    | Joueur             |
| 87 | Lemaitre  | Nicolas   | Joueur             |
| 92 | Lopez     | Clément   | capitaine/joueur   |
| 21 | Millio    | Romain    | Joueur             |